# Aleksa Mišković
Aleksa Misković (25 giugno 1997) è un giocatore di football americano serbo, che gioca nel ruolo di defensive back per i Belgrade Blue Dragons.